# Jesmyn Ward
Pour les articles homonymes, voir Ward.
Œuvres principales
- Bois sauvage
- Le Chant des revenants

Jesmyn Ward, née le 1er avril 1977 à Berkeley en Californie, élevée à DeLisle dans l’État du Mississippi, est une romancière et enseignante américaine. Elle remporte à deux reprises le National Book Award, en 2011 et 2017, pour ses deuxième et troisième romans.

## Biographie

### Enfance et formation
Née en Californie, Jesmyn Ward rejoint le Mississippi à l'âge de trois ans.
La famille de Jesmyn Ward est pauvre. Lorsque son père perd son emploi dans la verrerie locale, elle emménage chez sa grand-mère maternelle. Quatorze personnes vivent ainsi dans la maison : l'écrivaine, ses parents, deux sœurs et un frère, un cousin, sa grand-mère ainsi que les quatre fils et trois filles de celle-ci.
Elle accompagne sa famille (Ward et Dedeaux), dans différents lieux : DeLisle, Gulfport, Pass Christian, et notamment La Nouvelle-Orléans. En effet, après l'effondrement du mariage de ses parents, son père s'y installe et l'autrice y passe une grande partie de son adolescence avec lui et sa famille.
L'avocat qui emploie sa mère comme femme de ménage lui propose de financer les frais de scolarité pour que Jesmyn Ward, alors âgée de onze ans, puisse fréquenter une école privée, au sein de laquelle elle aura du mal à s'adapter,. Ses enfants y seront scolarisés.
En octobre 2000, un conducteur ivre tue Joshua, son frère encore adolescent.
Elle est la première de la fratrie à fréquenter l'université et à bénéficier d’une bourse pour l’Université Stanford,. Elle obtient deux diplômes. Puis elle obtient en 2005 un MFA (master of fine arts) en création littéraire à l'Université du Michigan. Sa thèse deviendra son premier roman. La même année, sa maison familiale de DeLisle est inondée à la suite de l'ouragan Katrina. La recherche d'un terrain sûr la confronte au racisme plutôt qu'à l'humanité,.

### Carrière

#### Ecriture
Jesmyn Ward commence à écrire des histoires pour honorer son jeune frère après sa mort et pour donner du sens à sa vie.
En 2008, elle écrit son premier livre, Ligne de fracture (Where the Line Bleeds), tiré de sa thèse écrite à l'Université du Michigan. Il raconte l'histoire de jumeaux dans le sud rural des États-Unis dont les vies prennent des chemins très différents. Le roman reçoit un prix d'honneur du Black Caucus of the American Library Association (BCALA) en 2009. Publishers Weekly qualifie l'autrice de « nouvelle voix fraîche dans la littérature américaine » qui « décrit sans broncher un monde plein de désespoir mais non dénué d'espoir ».
De 2008 à 2010, elle obtient une bourse Stegner à l'Université de Stanford.
Entre 2010 et 2011, elle est l'écrivaine en résidence de John et Renée Grisham à l'Université du Mississippi.
En 2011, elle remporte le National Book Award pour son deuxième roman, Bois sauvage (Salvage the Bones),,,. Elle remporte également un Alex Awards en 2012. Le livre raconte l'histoire d'une famille frappée par l'ouragan Katrina : une jeune fille enceinte de 15 ans et ses trois frères recherchent de la nourriture et tentent de se protéger pendant que la tempête s'abat sur leur ville fictive de Bois Sauvage, sur la côte du Golfe du Mexique,. Sa propre vie inspire à Jesmyn Ward une grande partie de l'histoire. Ainsi, lorsque Katrina avait frappé sa propre famille, elle avait nagé pour s'échapper aux côtés de sa sœur enceinte. Une famille agricole blanche avait alors refusé de les accueillir avant qu'une autre famille plus loin sur la route les recueille finalement. « J'ai compris que je voulais écrire sur les expériences des pauvres, des Noirs et des ruraux du Sud afin que la culture qui nous a marginalisés pendant si longtemps puisse voir que nos histoires étaient aussi universelles, nos vies aussi chargées, belles et importantes que la leur. » explique Jesmyn Ward lors de la cérémonie de remise des prix,. Le livre ne retient pas l'attention des critiques jusqu'à la sélection pour le National Book Award.
En 2013, son premier récit autobiographique, Les moissons funèbres (Men We Reaped), est finaliste pour le National Book Critics Circle Award. Il évoque son frère Joshua, ses deux sœurs Nerissa et Charine, sa famille proche, et quatre jeunes décédés de mort violente comme son frère au début des années 2000 et qu'elle connaissait bien,.
En 2016, elle est rédactrice en chef de l'anthologie The Fire This Time. L'Académie américaine des arts et des lettres la sélectionne également pour le Strauss Living Award.
En 2017, elle remporte une nouvelle fois le National Book Award pour son troisième roman, Le Chant des revenants (Sing, Unburied, Sing),,. Elle est la première femme à remporter deux National Book Awards for Fiction,. Le Chant des revenants mélange un voyage et une histoire de fantômes, plaçant des éléments littéraires classiques dans un contexte contemporain. Il raconte l'histoire de Jojo, treize ans, qui tente de comprendre ce que signifie être un homme en étudiant son grand-père noir, Pop, et son grand-père blanc qui ne le reconnaît pas. Son père est en train d'être libéré de prison tandis que sa mère toxicomane décide d'emmener toute sa famille jusqu'à Parchman Farm, le pénitencier de l'État du Mississipi. Le livre est aussi finaliste pour Kirkus Prize, Andrew Carnegie Medal et le Aspen Words Literary Prize, ainsi que nommé par le magazine Time comme étant parmi les meilleurs romans de l'année, et par The New York Times et Publishers Weekly comme faisant partie du top 10 de 2017. Elle reçoit enfin la même année MacArthur Fellows « Genius Grant » de la Fondation John D. et Catherine T. MacArthur.
En 2018, elle est nommée sur la liste annuelle des 100 personnes les plus influentes au monde du magazine Time.
En 2019, elle contribue à l'anthologie 2019 New Daughters of Africa, éditée par Margaret Busby.
Son livre de 2020, Navigate Your Stars, retranscrit son discours d'ouverture de l'Université de Tulane en 2018 sur la valeur du travail acharné, du respect de soi et des autres. Dans ce livre illustré en couleurs par Gina Triplett, Jesmyn Ward partage son expérience de femme noire du Sud et aborde les thèmes du courage, de l'adversité et de l'importance des liens familiaux.
L'écrit personnel de l'autrice, On Witness and Respair : A Personal Tragedy Followed by Pandemic, sur la mort de son mari, son chagrin, la propagation de la pandémie de Covid-19 et la résurgence du mouvement Black Lives Matter, paraît dans le numéro de septembre 2020 deVanity Fair.
En 2022, la Bibliothèque du Congrès des États-Unis sélectionne l'autrice comme lauréate du Prix de la bibliothèque pour la fiction américaine. À 45 ans, elle est la plus jeune personne à recevoir le prix pour l'ensemble de son œuvre. « La vision littéraire de Jesmyn Ward continue de devenir plus vaste et plus perçante, abordant des questions urgentes sur le racisme et l'injustice sociale exprimées par les Américains. L'écriture de Jesmyn est précise mais magique, et je suis heureuse de reconnaître ses contributions à la littérature avec ce prix. » déclare la bibliothécaire du Congrès Carla Hayden.
En 2023 sort son quatrième roman, Let Us Descend. A la mort de son mari en janvier 2020, l'autrice, qui a déjà écrit trois chapitres du livre, ne parvient plus à écrire. Cette pause dure six mois. « Ses romans examinent le chagrin commun de vivre dans une région décimée par des catastrophes naturelles et le fléau de siècles de violence raciste et de sous-investissement. Si elle a une certaine légèreté – une promptitude à rire et une empressement dans sa façon de se pencher en avant sur sa chaise –, cela me semble un choix déterminé, presque pragmatique. Que pouvez-vous faire d'autre, suggère Ward, lorsque vous avez de jeunes enfants, que votre partenaire meurt subitement et que vous êtes plongée dans un roman sur les horreurs de l'esclavage américain ? » écrit la journaliste de The Guardian après une interview de l'écrivaine. L'idée du roman Let Us Descend lui vient en 2015, alors qu'elle se rend en voiture de DeLisle à son poste d'enseignante à l'Université Tulane de la Nouvelle-Orléans. Un bref article est diffusé sur la radio publique locale à propos de l'histoire de l'esclavage dans la ville : elle y découvre avec stupeur le rôle important joué par la Nouvelle-Orléans dans la traite des esclaves aux États-Unis, et le fait que seuls deux écriteaux indiquent dans la ville l'endroit où avaient été leurs enclos, dont un placé au mauvais endroit. Le roman, qui émerge après deux ans de lecture, raconte l'histoire d'Annis, une adolescente transportée d'une plantation des Carolines aux marchés aux esclaves de la Nouvelle-Orléans dans lequel elle perd sa mère.

#### Enseignement
Elle est professeure de création littéraire à l'université du Sud de l'Alabama à Mobile, puis à l'université Tulane (La Nouvelle Orléans) à partir de 2014,,.

#### Critiques
Ses écrits sont souvent comparés à des œuvres de grands noms comme William Faulkner et Toni Morrison. En apprenant la nouvelle de son prix décerné en 2022 par la Bibliothèque du Congrès des États-Unis, l'auteur John Grisham déclare : « Peu d'écrivains américains affrontent la race et l'injustice sociale avec la clarté de Jesmyn Ward. Et elle le fait avec une belle écriture et des histoires inoubliables ».

### Vie privée
Elle vit toujours à DeLisle dans le Mississippi, avec son compagnon et ses trois enfants,.
Elle est d'abord la mère d'une fille et d'un garçon, Noemie et Brando. Leur père, le mari de l'autrice, Brandon Raeshone Miller, meurt en janvier 2020, à 33 ans, du syndrome de détresse respiratoire aiguë,,. Elle a ensuite un deuxième garçon avec son nouveau compagnon.
Ses deux premiers enfants vont à l'école privée qu'elle avait elle-même fréquentée grâce à l'employeur de sa mère.

## Œuvre

### Romans
- Ligne de fracture, Belfond, 2014 ((en) Where the Line Bleeds, 2008), trad. Jean-Luc Piningre, 315 p.  (ISBN 978-2-7144-5429-4)Réédition 10/18 no 5410, 2019  (ISBN 978-2-2640-6615-2)
- Bois sauvage, Belfond, 2012 ((en) Salvage the Bones, 2011), trad. Jean-Luc Piningre, 352 p.  (ISBN 978-2-7144-5316-7)Réédition 10/18 no 4721, 2013 (ISBN 978-2-264-06019-8)
- Le Chant des revenants, Belfond, 2019 ((en) Sing, Unburied, Sing, 2017)  (ISBN 978-2-7144-5413-3)Réédition 10/18 no 5514, 2020  (ISBN 978-2-264-07541-3)
- (en) Let Us Descend, 2023

### Récit autobiographique
- Les Moissons funèbres, Globe, 2016 ((en) Men We Reaped, 2013), trad. Frédérique Pressmann, 256 p.  (ISBN 978-2-2112-2901-2)Réédition 10/18 no 5337, 2019  (ISBN 978-2-264-07073-9) - Prix MacArthur « Genius Grant »

### Essai
- (en) The Fire This Time: A New Generation Speaks about Race, 2016
- Navigate Your Stars, 2020

## Récompenses
- National Book Award 2011 et prix Alex 2012 pour Bois sauvage
- National Book Critics Circle Award (autobiographie) 2013 pour Les Moissons funèbres
- National Book Award 2017 et prix Anisfield-Wolf 2018 pour Le Chant des revenants
- Time 100 2018
- Grand prix des lectrices Elle 2019 pour Le Chant des revenants
- Prix America 2019 pour Le Chant des revenants.

## Sur quelques livres
Sur la Côte du Golfe (États-Unis), autour du golfe du Mexique, dans l'État du Mississippi (ou aussi bien de la Louisiane acadiane, ou du Comté de Mobile ou du Comté de Baldwin en Alabama), pas loin de la rivière Wolf et du lac Pontchartrain, Bois Sauvage (hameau), St Catherine, Germaine, sont des petites agglomérations (fictives) qui survivent, dans les années 2000, comme DeLisle (Mississippi), également au sud de l'Interstate 10. Le grand aéroport le plus proche est l'Aéroport international Louis Armstrong de La Nouvelle-Orléans : « Ils avaient l'accent noir claironnant de La Nouvelle-Orléans, avec ses voyelles étirées, coulantes. Pas une langue qu'ils manient, pensa-t-il, mais de grandes pelles roses » (Ligne de fracture, 10/18, p. 240).

### Ligne de fracture
Juin 2005. Christophe et Joshua DeLisle, deux jumeaux de dix-huit ans, noirs, vont à la cérémonie de remise officielle de leurs diplômes de fin d'études secondaires, et cherchent un job pour l'été. Leur mère Cille, qui vit à Atlanta, absente de la cérémonie, leur offre une voiture d'occasion rénovée par un oncle. Leur père, Samuel, Sandman, toxicomane, jamais présent, est en cure. Leur grand-mère Lilian, Ma-Mee, veuve de Pa-Pa (Julien, aux yeux verts), diabétique, presque aveugle désormais, s'occupe d'eux depuis toujours. C'est la pauvreté, mais avec l'aide sociale, Medicaid, les versements de Cille, l'entraide familiale [oncles Paul, Julian, Maxwell et David, tante Rita (et Eze), cousin Dun (25 ans)] et les jobs d'été, ça peut aller. Joshua trouve un emploi de docker (« travail dur et stupide »), et Chris accepte de dealer de l'herbe pour Dun. Laila tresse les cheveux de Joshua et de Christophe. Joshua et Laila s'approchent. Christophe est trop souvent défoncé au blunt et à l'alcool. On épluche des crevettes, on va les uns chez les autres, on mange, on boit, on discute. On joue au basket, aux dominos, à des jeux vidéo, au craps aux dés, on écoute Al Green, on regarde la télévision, ensemble : Marquiz, Javon, Bone, Skeeter, Franco... Enfin, c'est la fête nationale, le Jour de l'Indépendance, le bref séjour de Cille, et de Sandman, et tout se précipite...

### Bois sauvage
1. Le premier jour : naissances à l'ampoule nue (pp. 11-32)
2. Le deuxième jour : les œufs cachés (pp. 33-52)
3. Le troisième jour : les nausées dans la terre (pp. 53-76)
4. Le quatrième jour : pas vu, pas pris (pp. 77-105)
5. Le cinquième jour : des sauvages (pp. 106-135)
6. Le sixième jour : de main ferme (pp. 136-162)
7. Le septième jour : jeux de chiens, jeux d'humains (pp. 163-187)
8. Le huitième jour : qu'ils sachent (pp. 188-214)
9. Le neuvième jour : éclipse d'ouragan (pp. 215-233)
10. Le dixième jour : dans l'œil sans fin (pp. 234-257)
11. Le onzième jour : Katrina (pp. 258-282)
12. Le douzième jour : vivants (pp. 283-307)

Rose Temple Batiste ou Jason Aldon Batiste, tel serait le nom que pourrait porter le bébé à venir d'Esch (15 ans), la narratrice unique de cette chronique familiale et villageoise, matérielle, physique, douloureuse. En 2005, le seul Batiste adulte, c'est le père, Claude (M'sieur Claude), maigre, méthodiste, qui a couru les chantiers jusqu'à l'accident et la prime d'invalidité, et qui s'affaire à consolider la maison avant l'ouragan de l'été. La mère, catholique, est morte à l'accouchement de Junior (7 ans), déjà bien trop grand. L'aîné, Randall (17 ans), est basketteur en attente de sélection, le deuxième, Skeeter (16 ans), s'est lancé dans l'élevage de pitbulls. Les grands-parents, Mama Lizbeth et Papa Josef, morts depuis assez longtemps, sont des Noirs, peut-être aussi d'ascendance amérindienne, et leur ancienne maison abandonnée existe encore, sur un bout de colline. Peu d'autres adultes à proximité, à part Mudda Ma'am, toujours en peignoir, qui sert de baby sitter. La maison du père, c'est la Fosse, bois et tôle, à côté de la mare, du jardin, de la casse, juste avant la forêt, où les poules (25 à 30) vont pondre. Là-bas, chênes et pins, avec puces, criquets, écureuils, lapins, opossums, renards, chauves-souris. Plus loin, on peut se baigner : hérons, aigrettes, huîtres, vivaneaux, pélicans, palmiers nains, mocassins d'eau, azalées, mimosas, magnolias... Les copains sont basketteurs : Manny, Big Henry, Marquiz, Javon, Franco, Bove, ou amateurs de chiens, comme Rico. Esch aime capturer le silence et le souffle du vent (p. 36), nager, courir, faire l'amour, depuis ses douze ans. Le test de grossesse est sans appel. Un jour proche, elle va suivre l'exemple de China le premier jour, accoucher dans la douleur. Et ce splendide Manny qui fait semblant de l'ignorer, parce que Shaliyah le traque. Au moins, elle lit, Tandis que j'agonise l'année d'avant, et La Mythologie d'Edith Hamilton, parce que Mrs Dedeaux l'a prescrit pour l'été : Médée, Jason, Thésée... China, la chienne de Skeeter, qui s'en occupe avec amour, est « belle et blanche et puissante comme un grand magnolia au milieu de cette Fosse de misère, toute pleine de tristesse, où à part elle tout se fane, bataille en mourant de faim » (p. 120). Il la dresse au combat, tout comme il s'entraîne avec des lames de rasoir en bouche. Un des cinq chiots est atteint par un parvo. Skeeter entraîne Esch pour voler des vermifuges à vache dans une écurie en forêt. Des souvenirs, ou des souvenirs de souvenirs, remontent, comme cette voiture versée au fossé de Blancs, ou les cerfs, ou le loup, ou la pêche par la mère d'un bébé requin. Esch souffre de plus en plus de nausées, de maux de ventre... Au septième jour, le match de sélection est interrompu pour une bagarre entre amateurs de chiens, puis le combat de chiens en forêt est particulièrement violent. Puis, Katrina arrive : dévastation à la Fosse, dans tous les environs. « Une mère assassine qui nous prit tout sauf la vie, qui nous laissa nus et groggy comme des nouveau-nés, ridés comme des chiots aveugles, ruisselants comme des serpents dans leur œuf brisé » (p. 303). Esch va avec Skeeter attendre le retour de China, « ma sœur ».

### Le Chant des revenants
Une famille mixte déchirée : Leonie et Michael, la trentaine, deux enfants, Jojo (13 ans) et Michaela (Kayla, 3 ans), deux grands-parents noirs attentifs (Papy River Red, et Mamy Philomène désormais en chimiothérapie), et des grands-parents blancs plutôt dangereux (Big Joseph Ladner).
Papy, Mamy, Leonie ont quelques pouvoirs façon vaudou ou santeria : communiquer avec les animaux, parler aux saints, aux esprits, aux morts, auxquels faciliter les passages parfois. Leonie voit souvent son frère mort à la chasse, Given, ou plutôt Pas-Given. Jojo voit Richie, Richard, un jeune mort à la ferme-pénitencier de Perchman, là où Papy a passé quelques années autrefois, et d'où Michael vient d'être libéré. Tout aussi bien, la Femme-Soleil raconte le lynchage avant de disparaître, et le revenant Richie le transmet à Jojo. Misty, amie et collègue blanche de Leonie, a des problèmes similaires de famille, de drogue et d'amour : il a vu que j'étais une blessure ambulante, et il est venu me panser.